# Chiesa di San Bartolomeo (Ancaiano)
La chiesa di San Bartolomeo è una chiesa cattolica che si trova ad Ancaiano, nel comune di Sovicille, intitolata al santo apostolo Bartolomeo.

## Storia e descrizione
Edificata in stile tardo-rinascimentale, sostituì la più antica chiesa trecentesca gravemente danneggiata dal passaggio delle truppe imperiali durante la Guerra di Siena (1552-1559). Ricostruita ex novo nel 1610 per volere di papa Alessandro VII, essendo prossima alla Villa di Cetinale, dimora all'epoca della famiglia Chigi, è ispirata alle architetture classicheggianti di Baldassarre Peruzzi, il grande architetto e artista rinascimentale nativo del borgo di Ancaiano, vissuto oltre un secolo prima.
La pianta è a croce latina a unica navata terminante con abside circolare; la copertura è a botte impostata su colonne e semipilastri; al centro del transetto si innalza una cupola con occhio centrale. Degli arredi medievali si conserva nel Museo di San Pietro a Colle di Val d'Elsa la tavola trecentesca della Madonna col Bambino attribuita a Segna di Bonaventura. Alla fase di ricostruzione della chiesa rimanda la pala dell'altare maggiore raffigurante il Martirio di san Bartolomeo di Astolfo Petrazzi. In controfacciata, sopra la porta d'ingresso, è visibile un ritratto di papa Alessandro VII, dipinto a olio su tela, di scuola romana a lui coeva.
Dal 2019 la chiesa è stata sottoposta ad un radicale intervento di restauro, voluto dall'Arcidiocesi di Siena, in collaborazione con la Conferenza Episcopale Italiana. I restauri strutturali si sono conclusi nel 2024 e dal 24 aprile 2025 la chiesa è nuovamente aperta al culto e ai visitatori.